# Mack Horton
Mackenzie James Horton (conocido como Mack Horton; Melbourne, 25 de abril de 1996) es un deportista australiano que compite en natación, especialista en el estilo libre.
Participó en dos Juegos Olímpicos de Verano, en los años 2016 y 2020, obteniendo una medalla de oro en Río de Janeiro 2016, en la prueba de 400 m libre.
Ganó seis medallas en el Campeonato Mundial de Natación entre los años 2015 y 2022, una medalla de plata en el Campeonato Mundial de Natación en Piscina Corta de 2022 y cuatro medallas en el Campeonato Pan-Pacífico de Natación, en los años 2014 y 2018.
En 2017 fue condecorado con la Medalla de la Orden de Australia (OAM).
En el Campeonato Mundial de 2019 se negó a felicitar en el podio al ganador de los 400 m libre, el chino Sun Yang, debido al historial reprochable del chino con los controles antidopaje.

## Palmarés internacional
| Juegos Olímpicos                    | Juegos Olímpicos        | Juegos Olímpicos  | Juegos Olímpicos |
| Año                                 | Lugar                   | Medalla           | Prueba           |
| ----------------------------------- | ----------------------- | ----------------- | ---------------- |
| 2016                                | Río de Janeiro (Brasil) | Medalla de oro    | 400 m libre      |
| Campeonato Mundial                  |                         |                   |                  |
| Año                                 | Lugar                   | Medalla           | Prueba           |
| 2015                                | Kazán (Rusia)           | Medalla de bronce | 800 m libre      |
| 2017                                | Budapest (Hungría)      | Medalla de plata  | 400 m libre      |
| 2017                                | Budapest (Hungría)      | Medalla de bronce | 1500 m libre     |
| 2019                                | Gwangju (Corea del Sur) | Medalla de oro    | 4 × 200 m libre  |
| 2019                                | Gwangju (Corea del Sur) | Medalla de plata  | 400 m libre      |
| 2022                                | Budapest (Hungría)      | Medalla de plata  | 4 × 200 m libre  |
| Campeonato Mundial en Piscina Corta |                         |                   |                  |
| Año                                 | Lugar                   | Medalla           | Prueba           |
| 2022                                | Melbourne (Australia)   | Medalla de plata  | 4 × 200 m libre  |
| Campeonato Pan-Pacífico             |                         |                   |                  |
| Año                                 | Lugar                   | Medalla           | Prueba           |
| 2014                                | Gold Coast (Australia)  | Medalla de plata  | 800 m libre      |
| 2014                                | Gold Coast (Australia)  | Medalla de bronce | 1500 m libre     |
| 2014                                | Gold Coast (Australia)  | Medalla de bronce | 4 × 200 m libre  |
| 2018                                | Tokio (Japón)           | Medalla de plata  | 400 m libre      |